# Horacio Prieto
Horacio Martínez Prieto, né le 29 décembre 1902 à Bilbao et mort le 26 avril 1985 à Paris, est un ouvrier du bâtiment, militant anarcho-syndicaliste d'origine basque, théoricien du mouvement libertaire espagnol et par deux fois secrétaire général de la Confédération nationale du travail (CNT) en 1934 et 1936.
Décrit comme défendant dans sa jeunesse un « anarchisme pur », il évolue vers un syndicalisme libertaire plus pragmatique, partisan d'un possibilisme libertaire assumant l'intervention dans le champ politique, y compris par une participation au pouvoir gouvernemental.
Pendant la Seconde République espagnole, après le soulèvement nationaliste des 17 et 18 juillet 1936 en Espagne, il est avec Joan Peiró l'un des principaux dirigeants de la Confédération nationale du travail, artisan majeur de la participation des anarcho-syndicalistes au gouvernement du Front populaire (1936-1937),.
En 1946, il appelle à la constitution d'un « Parti libertaire ».

## Biographie

### Une jeunesse rebelle
Il nait dans le quartier ouvrier d’Ollerías à Bilbao. Son père est cordonnier et sa mère vendeuse de poisson.
En 1919, il constitue à 16 ans, son propre groupe anarchiste, les Sin Patria.
De 1921 à 1924, il est déporté à pied à Séville et fait plusieurs séjours en prison avant d'émigrer en France.
Il participe à l’incursion révolutionnaire manquée de Bera. Il parvient à regagner la frontière.
À Paris, il s’oppose à l'activisme insurrectionaliste de Juan García Oliver.
Après une nouvelle incarcération en Espagne en 1929 et 1930, il retourne en France jusqu’en août 1931.

### Dirigeant syndicaliste
S'affirmant comme un « anarchiste pur », il n'adhère que tardivement à la CNT, en 1931, lors de la proclamation de la Seconde République espagnole.
Sa première brochure, Anarco-sindicalismo. Cómo afianzaremos la revolución (Anarcho-syndicalisme : comment affermir la révolution) publiée en 1932, est vivement critiquée par la Fédération anarchiste ibérique (FAI), notamment les évolutions qu'il préconise en matière de justice (tribunaux populaires), d’économie (fédérations syndicales d’industrie) et de défense (armée révolutionnaire).
En désaccord avec la stratégie insurrectionnelle de la FAI, il ne se rapproche pas des dissidents qui ont signé le Manifeste des Trente, dont il partage pourtant certaines analyses.
En 1932, avec trois délégués, il se rend en URSS. À son retour, il publie un pamphlet critique sur le système soviétique, Facetas de la URSS (1933).
Après avoir été à la tête du Comité révolutionnaire de la région Nord en 1933, il est nommé vice-secrétaire du Comité national de la Confédération nationale du travail, puis secrétaire général en 1934. Il met en œuvre des orientations pragmatiques avant d’être arrêté et emprisonné.
Il démissionne de ses fonctions de secrétaire de la Confédération à l’issue du Congrès de mai 1936 à Saragosse : « Le refus des congressistes de prendre au sérieux l’urgence de se préparer à la lutte armée et l’utopique résolution sur le ‘Concept confédéral du communisme libertaire’ l’amenèrent à démissionner » remarque son fils et biographe César M. Lorenzo.
Persuadé qu'il faut prendre en compte le pays réel, il se tourne vers ce qu'il appellera le « possibilisme libertaire ». Une doctrine qui paraît scandaleuse à de nombreux militants. Prieto est traité de « révisionniste », de réformiste. Lui se pose plutôt en libertaire réaliste face à des anarchistes « religieux ».

### La révolution espagnole
Après le soulèvement nationaliste des 17 et 18 juillet 1936 en Espagne, il est le premier à prôner la participation des libertaires au gouvernement. Pendant la révolution sociale espagnole de 1936, en septembre, il redevient secrétaire général de la CNT.
Commissaire à la Santé en Biscaye, il rédige une Charte du combattant, un règlement militaire qui sert de base aux bataillons CNT de l’armée sous les ordres du gouvernement basque autonome.
Après sa réélection à la tête de la CNT, il est partisan de la militarisation des milices confédérales et l’entrée des anarcho-syndicalistes au gouvernement de Madrid, mais l'opposition au sein de la CNT sur ces sujets l'oblige à démissionner en novembre 1936.
À partir de l’automne 1937, il siège à nouveau au comité national de la CNT et négocie l'unité syndicale avec l’Union générale des travailleurs (proche des socialistes).
Du 6 au 17 décembre 1937 à Paris, il participe comme délégué de la CNT au congrès extraordinaire de l’Association internationale des travailleurs et en devient le secrétaire en remplacement de Pierre Besnard.
Avec le ministre de la Défense Indalecio Prieto, il contribue à réorganiser l’économie et siège au comité national du Front populaire antifasciste. Il est nommé sous-secrétaire à la Santé.
En 1938, il propose que la Fédération anarchiste ibérique devienne un Parti socialiste libertaire et participe à la vie démocratique et aux élections. Au plenum national d'octobre 1938 de la CNT, il exprime sa conviction que « l'action vraiment décisive ne peut s'exercer qu'à partir des organes du pouvoir », les erreurs de l'anarchisme espagnol étant dues à « l'esprit de naïveté du Mouvement et à son manque de plans concrets ». Et il précise : « Je ne suis ni Bakounine ni Malatesta, je ne suis qu'Horace. [...] Le jour où je pense que je ne suis plus anarchiste, je m'en irai. »

### Exil
Après la défaite de la République et la retirada, il se réfugie en France avec sa mère et sa compagne.
Après l’Occupation, il participe aux activités du Mouvement Libertaire Espagnol en exil dont il critique l'immobilisme : « coincé entre le syndicat-secte d’un anarcho-syndicalisme fossilisé, monolithique, en contradiction avec lui-même, et le syndicat-parti d’un syndicalisme autosuffisant et opportuniste, idéologiquement rachitique ». Il publie El anarquismo español en la lucha política en 1946 et Marxismo y socialismo libertario en 1947, où il défend le besoin d’un parti libertaire et d’un État régulateur.
Il défend la tactique d’alliance antifasciste et accepte le ministère des Travaux publics dans le gouvernement républicain en exil (cabinet José Giral).
Le 23 janvier 1948, il signe un manifeste appelant à la constitution d'un « Parti libertaire ».
Il prend ses distances avec l'activisme au début des années 1950, il travaille comme peintre en bâtiment puis enseigne l’espagnol à partir de 1957 jusqu’à sa retraite en 1972.
Après la réunification de la CNT, il publie Posibilismo libertario en 1966.
Il meurt à 82 ans, le 26 avril 1985.

## Commentaires

### Sur l'imminence d'un coup d'État militaire en 1936
- « [...] les éléments de droite sont prêts à provoquer un putsch militaire. [...] Le Maroc semble être le foyer principal et l'épicentre de la conjuration. [...] Si les conjurés ouvrent le feu, il faut prendre une attitude d'opposition contre ces mesures extrêmes, sans tolérer que la bourgeoisie libérale et ses alliés marxistes manifestent le désir d'arrêter le cours des événements, en supposant que la rébellion fasciste soit vaincue dans l'œuf. [...] Ou le fascisme ou la révolution sociale. » - 4 février 1936, avant la tenue des élections qui voient la victoire du Front populaire[10].

### Sur la participation gouvernementale
- Selon Burnett Bolloten dans son ouvrage de référence La Révolution espagnole : la gauche et la lutte pour le pouvoir : « Lorsqu'ils arrivèrent à Madrid pour assumer leurs fonctions [en novembre 1936] les ministres anarchistes demandèrent à Horacio Prieto de leur dire « dans quel sens ils devaient agir ». Prieto répondit qu'« ils avaient suffisamment d'expérience militante pour savoir ce qu'il convenait de faire dans l'intérêt de la CNT ». Puis il ajouta : « Un libertaire, fut-il secrétaire général, n'avait pas à donner de consignes à d'autres libertaires, à les soumettre à une quelconque discipline particulière ». Ils devaient agir selon leur bonne conscience, car la CNT n'était pas le Parti communiste. »[12].

### Sur les collectivisations pendant la révolution espagnole
- « La bonne foi des collectivistes espagnols fut si proverbiale que nous pouvons la qualifier de foi de naïfs, tant au commencement qu'à la fin de la guerre. [...] [après la suppression de l'argent] la majorité des îlots collectifs ne pouvaient établir le troc des produits puisqu'il y avait les mêmes dans les environs ; la hâte les obligeait à vendre aux villes, qui payaient avec l'argent et qui faisaient payer les marchandises vendues aux paysans ; et comme ceux-ci ne voulaient pas d'argent et ne pouvaient payer autrement ce qu'ils achetaient, ils perdaient toujours dans les transactions; et si une collectivité industrielle, ou un syndicat ou un établissement de commerce entrait en rapport avec eux, il le faisait en spéculant au détriment des camarades sur la production et les besoins paysans, comme aurait pu le faire un ex-maquignon ou un grossiste du commerce agricole. [...] Quelques semaines de réalisme révolutionnaire suffirent à réhabiliter l'argent si maudit. »[10]

## Textes
- (es) Anarcosindicalismo. Cómo hacemos la Revolución, 1933.
- (es) Facetas de la URSS, Santander, 1933.
- (es) Los Problemas de la Revolución Española, 1933.
- (es) Anarquismo Relativo. Crítica de los Hechos y sugestión Revisionistas, México, 1948.
- (es) El Anarquismo Español en la Lucha Política, 1946.
- (es) Marxismo y Socialismo Libertario, 1947.
- (es) Posibilismo libertario, Ivry-sur-Seine, 1966, (OCLC 492300171)[13].

## Notices
- (es) Miguel Iñiguez, Esbozo de una Enciclopedia histórica del anarquismo español, Fundación de Estudios Libertarios Anselmo Lorenzo, Madrid, 2001, page 388.
- (es) Auñamendi Eusko Entziklopedia : Horacio Prieto.